# Bystrá (přítok Polhoranky)
Bystrá je potok na horní Oravě, na území okresu Námestovo. Jde o levostranný přítok Polhoranky a měří 13,2 km a je tokem V. řádu.

## Pramen
Pramení v Oravských Beskydech, v podcelku Babia hora, na jihovýchodních svazích Malé Babí hory (1 514,8 m n. m.) v nadmořské výšce cca 1 330 m n. m.

## Popis toku
Od pramene teče nejprve severojižním směrem strmou dolinou Kotlina. Pak se esovitě stáčí, z levé strany přibírá přítok (968,0 m n. m.) z jihozápadního svahu Babí hory (1 722,9 m n. m.) a v blízkosti Hviezdoslavovy myslivny vstupuje do Podbeskydské brázdy. Zde nejprve teče přechodně jihozápadním směrem, z pravé strany přibírá svůj nejvýznamnější přítok Vonžovec, znovu se stáčí a pokračuje jihovýchodním směrem. Následně se potok výrazně vlní, vytváří několik vedlejších ramen, z levé strany přibírá krátký přítok z lokality Odumiarky a následně další významný přítok, Záhoranku. Odtud teče severojižním směrem až k soutoku s levostranným Rabčickým potokem (667,0 m n. m.). Rabčický potok byl v minulosti (1971, 1974–55, 1977) pokládaný za hlavní tok a Bystrá byla považovaná za jeho horní tok. Nakonec se stáčí na jihozápad, zleva přibírá ještě krátký přítok z jihozápadního svahu Gluchové (881,6 m n. m.), protéká obcí Rabča, kde se od hlavního koryta odděluje vedlejší rameno, které pokračuje v délce cca 700 m. jihovýchodním směrem. Hlavní koryto Bystré ústí na území této obce do Polhoranky.

## Jiné názvy
- Bystrá voda
- Bystrý
- Bystrý potok
- Rabčický potok
- Rabčická rieka
- Rabčica
- Rabčičanka
- Rabčianka